# أرقطيون كبير الرأس
أرقطيون كبير الرأس (الاسم العلمي: Arctium macrocephalum) هي نوع نباتي يتبع جنس الأرقطيون من فصيلة النجمية.